# يو إف سي ليلة القتال: كاوبوي ضد غيثي
يو إف سي ليلة القتال: كاوبوي ضد غيثي (بالإنجليزية: UFC Fight Night: Cowboy vs. Gaethje)‏ هو حدث لفنون القتال المختلطة نظمته يو إف سي، أُقيم في 14 سبتمبر 2019، على روجرز أرينا في فانكوفر، كولومبيا البريطانية، كندا.